# 短芒芨芨草
短芒芨芨草（学名：Achnatherum breviaristatum）为禾本科芨芨草属下的一个种。短芒芨芨草主要分佈於中華人民共和國甘肃省岷县海拔2100米的山坡草地和干燥河谷中。

## 扩展阅读
- 維基物種上的相關：短芒芨芨草